# Каюна (Міннесота)
Каюна (англ. Cuyuna) — місто (англ. city) в США, в окрузі Кроу-Вінг штату Міннесота. Населення — 296 осіб (2020).

## Географія
Каюна розташована за координатами 46°30′23″ пн. ш. 93°55′10″ зх. д. / 46.50639° пн. ш. 93.91944° зх. д. (46.506491, -93.919340).  За даними Бюро перепису населення США в 2010 році місто мало площу 9,14 км², з яких 8,50 км² — суходіл та 0,64 км² — водойми.

## Демографія
Згідно з переписом 2010 року, у місті мешкали 332 особи в 126 домогосподарствах у складі 88 родин. Густота населення становила 36 осіб/км².  Було 162 помешкання (18/км²).
Расовий склад населення:
| - 97,6 % — білих - 1,5 % — чорних або афроамериканців - 0,3 % — азіатів |

До двох чи більше рас належало 0,6 %. Частка іспаномовних становила 0,0 % від усіх жителів.
За віковим діапазоном населення розподілялося таким чином: 30,1 % — особи молодші 18 років, 55,4 % — особи у віці 18—64 років, 14,5 % — особи у віці 65 років та старші. Медіана віку мешканця становила 39,5 року. На 100 осіб жіночої статі у місті припадало 119,9 чоловіків;  на 100 жінок у віці від 18 років та старших — 110,9 чоловіків також старших 18 років.
Середній дохід на одне домашнє господарство  становив 52 022 долари США (медіана — 31 974), а середній дохід на одну сім'ю — 63 969 доларів (медіана — 56 000). За межею бідності перебувало 17,3 % осіб, у тому числі 20,5 % дітей у віці до 18 років та 10,4 % осіб у віці 65 років та старших.
Цивільне працевлаштоване населення становило 110 осіб. Основні галузі зайнятості: освіта, охорона здоров'я та соціальна допомога — 32,7 %, виробництво — 18,2 %, мистецтво, розваги та відпочинок — 10,9 %, транспорт — 7,3 %.